# 新西兰国铁DL型柴油机车
新西兰国铁DL型柴油机车是大连机车为新西兰国铁而制造的柴油机车。中方称CKD9B，新方称DL。是第一型由西方国家订购的中国产铁路机车。
DL型机车目前全数在新西兰北岛铁路运行，以取代老旧的DX型机车。

## 历史
2009年和2011年中国北车集团大连机车车辆有限公司与新西兰国家铁路公司先后签订了两批共计40台内燃机车的合同，已全数交付运营。
2013年和2016年，新西兰国家铁路公司分别订购了第三批8台和第四批15台DL型机车, 分别于2015年和2018年到货。
2020年，新西兰国家铁路公司宣布订购第五批10台DL型机车。
2014年2月，其中一辆机车因发现其隔音材料含有石棉，新西兰国家铁路公司把全数40辆机车停运，以保安全。3月，新西兰国家铁路公司宣布调查发现五台机车含有石棉材料，其余34台没有。石棉隔音材料被安全移除，停运的机车从4月开始恢复运行。后续机车没有发现石棉材料。

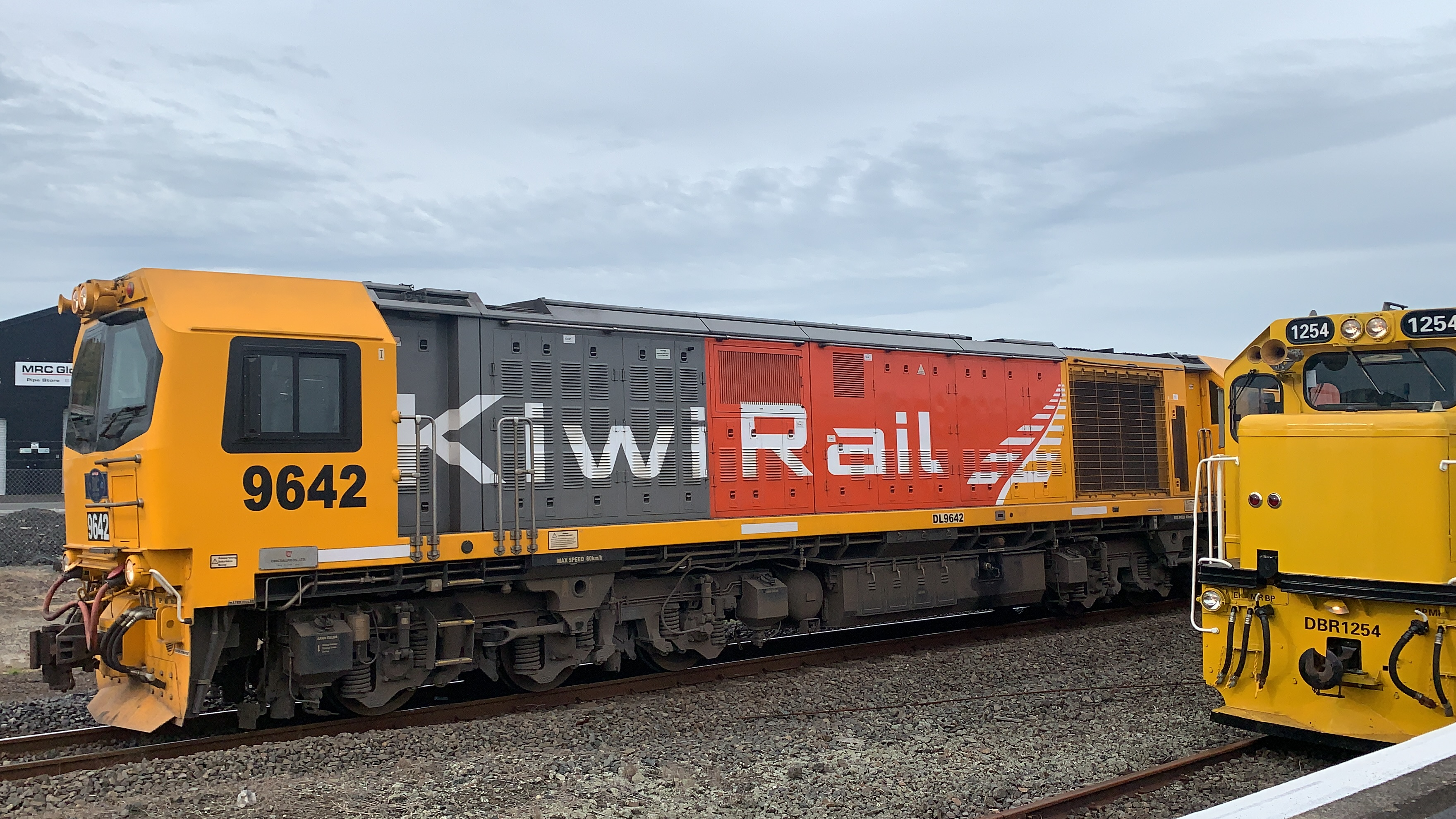
DL型9642号机车牵引货列通过汉密尔顿站。

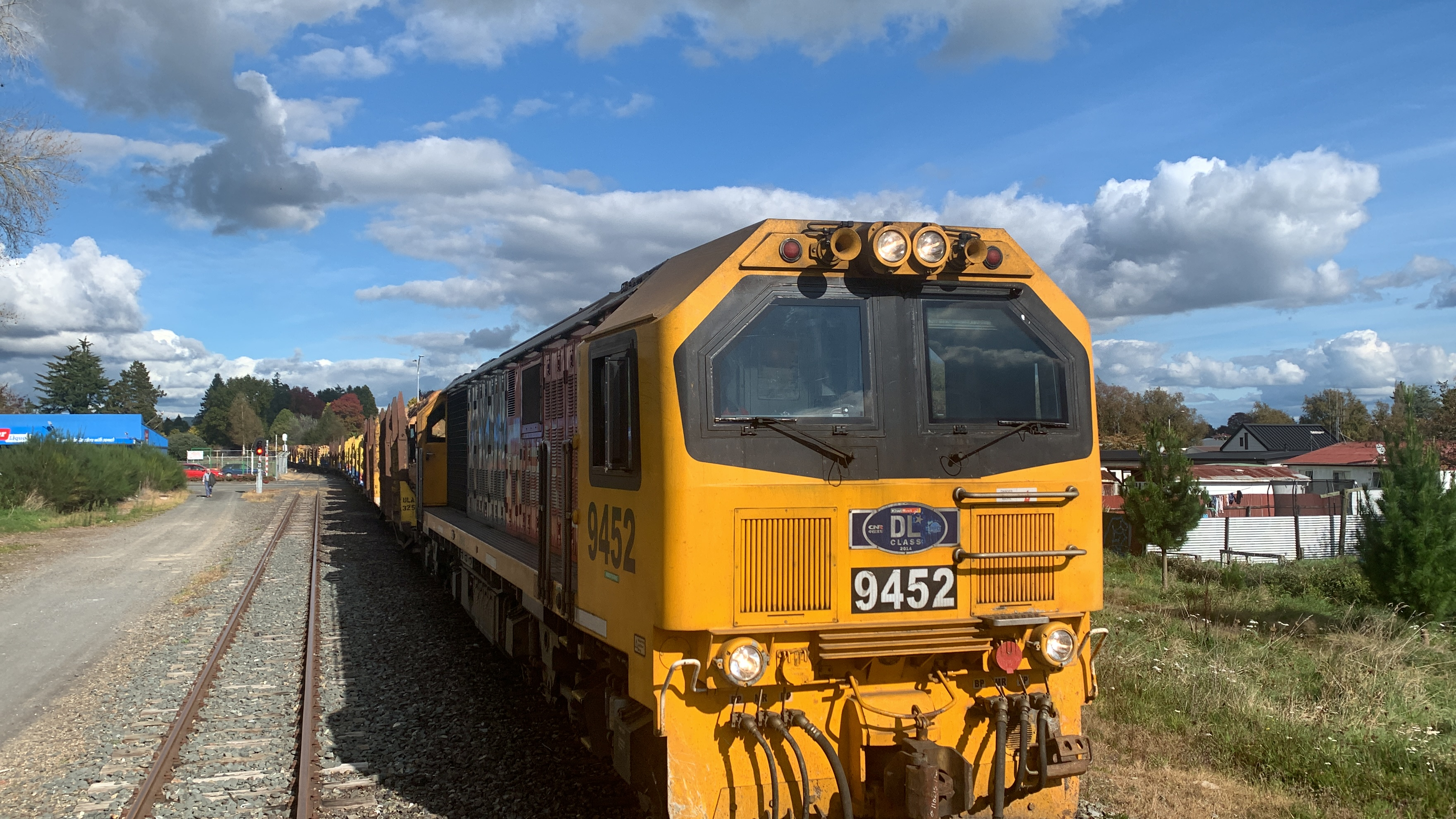
DL型9452号机车牵引木材和货物通过Tokoroa铁路。